# Linyphantes victoria
Linyphantes victoria là một loài nhện trong họ Linyphiidae.
Loài này thuộc chi Linyphantes. Linyphantes victoria được Ralph Vary Chamberlin & Wilton Ivie miêu tả năm 1942.